# Soesanto Tirtoprodjo
Soesanto Tirtoprodjo (Surakarta, 3 maart 1900 – Surakarta, 16 november 1969), in de huidige Indonesische spelling Susanto Tirtoprojo, was een Indonesische politicus die tussen 1946 en 1950 in zeven verschillende Indonesische kabinetten de minister van justitie was. Ook was hij korte tijd plaatsvervangend minister-president.

## Loopbaan
Soesanto studeerde rechten aan de Universiteit Leiden. Terug in Nederlands-Indië raakte hij betrokken bij de nationalistische beweging, en in 1935 was hij medeoprichter van de nationalistische politieke partij Parindra. Aan het einde van de Japanse bezetting van Nederlands-Indië was hij lid van het Onderzoekscomité ter voorbereiding op de Indonesische onafhankelijkheid. 
Gedurende de Indonesische Onafhankelijkheidsoorlog werd Soesanto, inmiddels als lid van de Indonesische Nationale Partij (PNI), minister van justitie in zes verschillende kabinetten: Sjahrir III, Amir Sjarifoeddin I en II, Hatta I en II en tussendoor ook in het Kabinet Darurat ("noodkabinet"). Na de soevereiniteitsoverdracht over de Indonesische archipel aan de Verenigde Staten van Indonesië in december 1949 werd Soesanto aangewezen als plaatsvervangend minister-president van de deelstaat Republiek Indonesië: hij leidde het tijdelijke kabinet-Soesanto. Tegelijkertijd bleef hij ook minister van justitie en werd hij minister van binnenlandse zaken. Die laatste ministerspost had hij ook nog in het Kabinet-Halim.
Nadat Indonesië in 1950 weer een eenheidsstaat werd speelde Soesanto geen rol meer in de politiek. Wel was hij van 1955 tot 1959 nog ambassadeur in Frankrijk.